# Movilidad Universitaria Asia-Pacífico
Movilidad Universitaria Asia-Pacífico (UMAP) es una asociación regional voluntaria de representantes gubernamentales, no gubernamentales y/o universitarios del sector de la educación superior establecida en 1993 para mejorar la cooperación y el intercambio de personas y experiencia a través de una mayor movilidad de estudiantes y personal de educación superior. UMAP ha sido respaldado por la Foro de Cooperación Económica Asia-Pacífico (APEC) y los países miembros están implementando proyectos UMAP.

## Miembros UMAP
La membresía está abierta a países/territorios en la región de Asia-Pacífico. Los miembros pueden estar representados por el gobierno, departamento o ministerio de educación, universidad individual u organización paraguas universitaria. Sin embargo, las personas individuales no pueden convertirse en miembros.
Entre 2011 y 2015, la ubicación de la Secretaría Internacional se trasladó a la Universidad Católica Fu Jen en Taiwán y se trasladó a la Universidad Toyo en Japón en 2016. Sin embargo, la Secretaría Nacional de UMAP en Taiwán todavía está en Fu Jen.

## Gobernanza y Presupuesto
El órgano rector es el Directorio de la UMAP. El directorio está compuesto por representantes de cada uno de los Miembros Titulares de las UMAP. Cada uno de los Miembros Titulares tiene derecho a voto, sin embargo, el Secretario General de la Junta no puede votar.
El presupuesto anual se prepara en dólares estadounidenses y los miembros de la UMAP deben hacer una contribución de acuerdo con el presupuesto. Los miembros pueden hacer una contribución voluntaria adicional. Estas contribuciones pueden ser fondos, instalaciones o recursos.

## Esquema de Transferencia de Créditos UMAP (UCTS)
La UMAP ha desarrollado un Programa piloto de transferencia de créditos de la UMAP (UCTS) para facilitar una mayor movilidad estudiantil en la región al proporcionar un marco para establecer acuerdos de transferencia de créditos. El objetivo de la UCTS es garantizar la transferencia de créditos efectiva para los estudiantes que realizan programas de intercambio en universidades de países/territorios UMAP.